# トニー・ガレア
トニー・ガレア（Tony Garea、本名：Anthony Garcia、1946年9月20日 - ）は、ニュージーランド・オークランド出身の元プロレスラー、WWEプロデューサー。
現役選手時代は正統派の二枚目ベビーフェイスとして、ニューヨークのWWWF / WWFを主戦場に活躍した。リングネームは日本では「トニー・ガレア」の表記が定着しており本項でもそれに倣うが、より原音に近い表記は「トニー・ガリア」である。

## 来歴
クロアチア移民の2世 "Anthony Gareljich" としてニュージーランドのオークランドに生まれる。学生時代はラグビーの選手として活躍。1971年にニュージーランドでデビュー後、1972年にアメリカに渡り、エディ・グラハムが主宰していたフロリダのCWFを経てWWWFに参戦、ベビーフェイスのハンサム・ガイとして売り出された。
1973年5月30日には巨漢ヘイスタック・カルホーンのパートナーに起用され、プロフェッサー・タナカ&ミスター・フジからWWWF世界タッグ王座を奪取。9月11日にタナカ&フジに奪回されるが、11月14日に日系人ベビーフェイスのディーン・ホーとの新コンビで王座に返り咲いた。その後も、1978年11月21日にラリー・ズビスコと組んでユーコン・ランバージャックス（ピエール&エリック）、1980年11月8日にリック・マーテルと組んでワイルド・サモアンズ（アファ&シカ）、1981年7月21日にもマーテルとのコンビでムーンドッグス（レックス&スポット）を破り、同タイトルを通算5回に渡って獲得。シングルでは1978年12月18日、ニューヨークのマディソン・スクエア・ガーデンにおいて、ハーリー・レイスのNWA世界ヘビー級王座に挑戦した。
この間、太平洋岸のNWAサンフランシスコ地区にも参戦、1976年5月15日にパット・パターソンとのチームでドン・ムラコ&インベーダー1号から同地区認定のNWA世界タッグ王座を奪取している。また、1978年と1979年の2年連続で、新日本プロレスのMSGシリーズに来日。1978年の第1回大会では予選トーナメントで失格したが（2回戦でバグジー・マグロー、敗者復活戦で上田馬之助に敗退）、1979年の第2回大会では決勝リーグに進出して、アントニオ猪木をはじめアンドレ・ザ・ジャイアントやスタン・ハンセンとも対戦した。
1982年にマーテルがWWFを離れてからは、エディ・ギルバートやブライアン・ブレアーなど当時の若手選手をパートナーに、主にミッドカードに出場。以降はベテランのジョバーとして、ヒールのニューカマーの引き立て役を務めた。1984年にWWFの全米侵攻が始まってからはロード・エージェントを担当するようになり、以降1986年よりWWEのバックステージで活動している。
番組内のスキットに出演することは滅多になく裏方に専念しているが、アティテュード期の1990年代末、ゴールドバーグのパロディ・キャラクターとして登場したギルバーグの入場シーンにおいて、彼の控え室をノックして出番を告げる役を常に担当していた（この行為もゴールドバーグの入場シーンのパロディである）。
2007年6月24日のヴェンジャンスでは、かつてのタッグパートナーだったマーテルと共に、デュース・アンド・ドミノに攻撃されるジミー・スヌーカとサージェント・スローターを救出。2008年6月11日のWWEのオークランド公演では、同じくニュージーランド出身であるザ・ブッシュワッカーズのブッチ・ミラーと共にMVPのトーク・コーナー "VIPラウンジ" に登場、ヒールのホスト役MVPを蹴散らして喝采を浴びた。
2010年3月29日のRAWでは、クリスチャン対テッド・デビアス・ジュニアのランバージャック・マッチにおいて、ニック・ボックウィンクル、"ザ・ミリオンダラー・マン" テッド・デビアス、IRS、ロディ・パイパー、リッキー・スティムボート、ジェリー・ローラーらと共に、レジェンドの1人としてランバージャック役を務めた。
実弟のジョニー・ガルシアことジョン・ガレアもニュージーランドのプロレスラーであり、WWFにも短期間出場していた。

## 得意技
- ドロップキック
- エルボー・スマッシュ
- オクトパス・ホールド
- アブドミナル・ストレッチ

## 獲得タイトル
- WWWF世界タッグ王座 / WWFタッグ王座：5回（w / ヘイスタック・カルホーン、ディーン・ホー、ラリー・ズビスコ、リック・マーテル×2） [3]
- NWA世界タッグ王座（サンフランシスコ版）：1回（w / パット・パターソン） [5]